# Сімферопольське
Сімферо́польське (каз. Симферополь) — село у складі Зерендинського району Акмолинської області Казахстану. Адміністративний центр Сімферопольського сільського округу.
Населення — 872 особи (2021; 939 у 2009, 1228 у 1999, 1569 у 1989).
Національний склад станом на 1989 рік:
- казахи — 51 %;
- росіяни — 23 %.